# Люк ван Велі
Люк ван Велі (нід. Loek van Wely; 7 жовтня 1972) — нідерландський шахіст, гросмейстер (1993).
У складі національної збірної учасник 11 олімпіад (1992—2012) і 6 командних чемпіонатів Європи (1992—2005).
Шестиразовий чемпіон Нідерландів (2000—2005), триразовий чемпіон Європи (2001, 2003, 2005) у складі збірної Нідерландів.

## Зміни рейтингу
| На цьому місці має відображатися графік чи діаграма, однак з технічних причин його відображення наразі вимкнено. Будь ласка, не видаляйте код, який викликає це повідомлення. Розробники вже працюють для того, щоби відновити штатне функціонування цього графіка або діаграми. | |
| | На цьому місці має відображатися графік чи діаграма, однак з технічних причин його відображення наразі вимкнено. Будь ласка, не видаляйте код, який викликає це повідомлення. Розробники вже працюють для того, щоби відновити штатне функціонування цього графіка або діаграми. |